# Straßenverkehr in Ludwigshafen am Rhein
Dieser Artikel beschreibt den Straßenverkehr in Ludwigshafen am Rhein.

## Hochstraßen

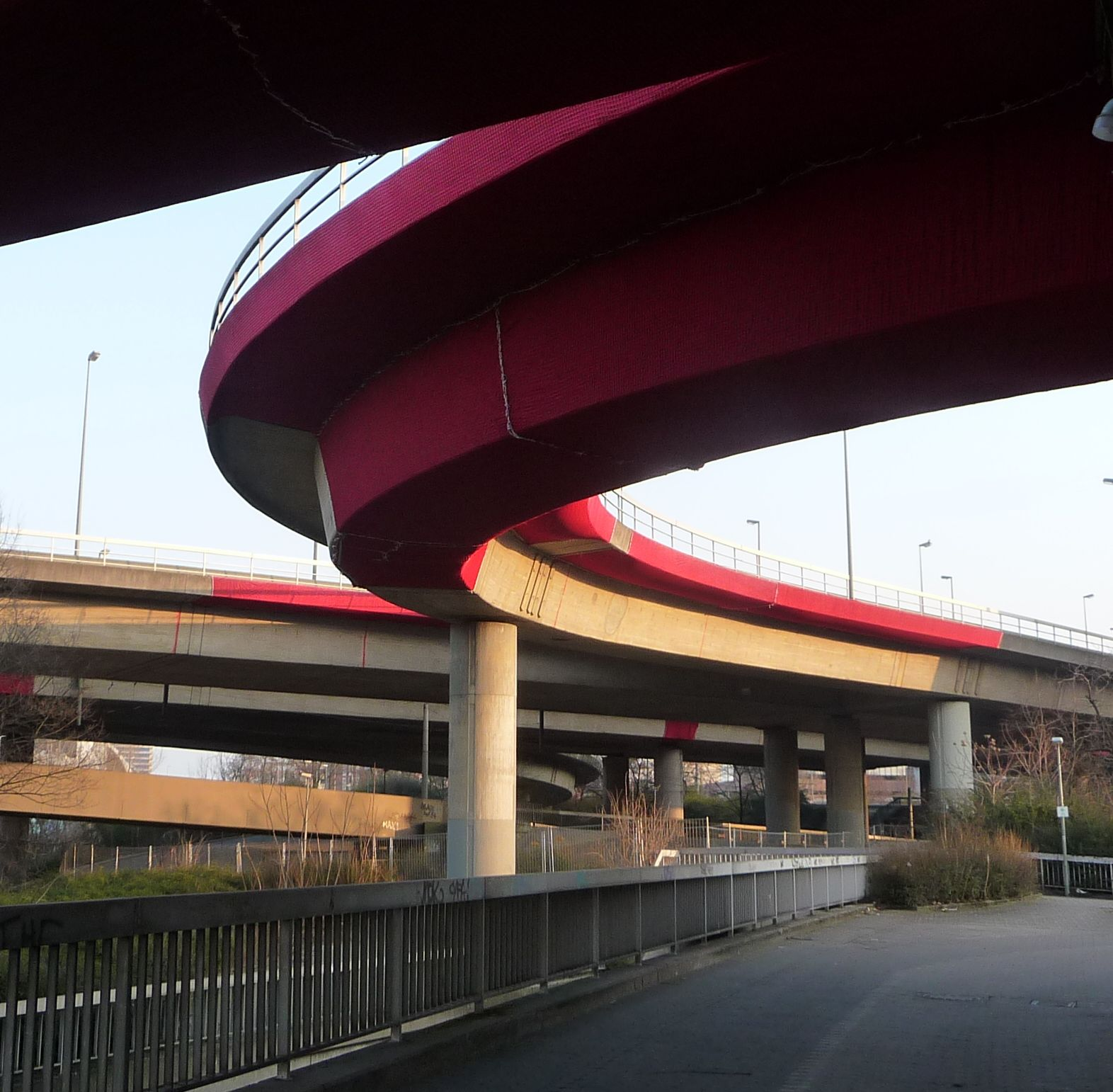
Hochstraße Nord zur Kurt-Schumacher-Brücke: Die roten Netze sollen vor herabfallenden Betonteilen schützen.

Im Rahmen des Städtebauprojekts Projekt Visitenkarte aus den 1950er Jahren entstanden in Ludwigshafen die „Hochstraße Nord“ vom Bruchwiesenknoten an der Bundesautobahn 650 zwischen Valentin-Bauer-Siedlung und Hochschule zur Kurt-Schumacher-Brücke (Mannheim) sowie die „Hochstraße Süd“ vom Bruchwiesenknoten zur Konrad-Adenauer-Brücke. Beide Hochstraßen zusammen werden täglich von mehr als 100 000 Kraftfahrzeugen befahren.

### Hochstraße Nord

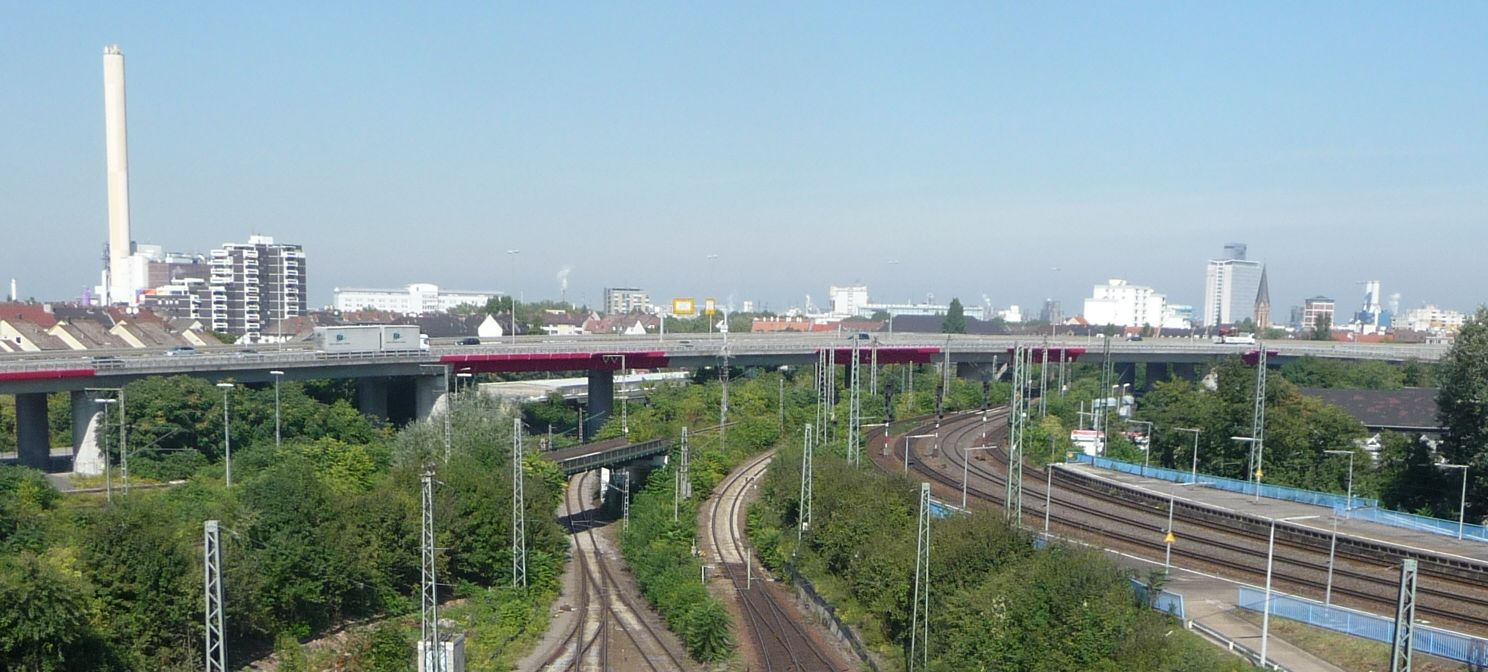
Hochstraße Nord über dem Hauptbahnhof

Die 1,8 km lange Hochstraße Nord wurde von 1970 bis 1981 erbaut. Der Bau kostete 135 Millionen Mark, wovon Bund und Land rund 80 % der Kosten trugen. Sie sollte ursprünglich für den Stadtverkehr zwischen Hemshof/BASF und Hochstraße Süd vorgesehen sein und statt zur Bruchwiesenstraße sollte sie über der Heinigstraße zum Südwestknoten an der Hochstraße Süd führen.
Wie an der Hochstraße Süd bestehen auch an der Hochstraße Nord erhebliche bauliche Mängel, die die Standsicherheit beeinträchtigen. Darum wurde beispielsweise im Jahr 2010 die Brücke über die Rheinuferstraße für Fahrzeuge mit einer Breite von mehr als 2,0 m, und 2013 die Abfahrt Heinigstraße, die unter anderem zum Hauptbahnhof führt, aus Richtung Mannheim vollständig gesperrt. Viele Teile der Brückenkonstruktion sind zum Schutz vor Schäden bei herabfallenden Betonteilen mit Netzen umgeben oder die darunterliegenden Flächen gesperrt.
Die Hochstraße Nord soll durch eine ebenerdige Stadtstraße ersetzt werden. Hierfür wurde am 22. August 2018 das Planfeststellungsverfahren eingeleitet. Die Bauarbeiten sollen im Jahr 2024 beginnen und voraussichtlich acht Jahre dauern.

### Hochstraße Süd
Die Hochstraße Süd beginnt an der an die Konrad-Adenauer-Brücke angrenzenden Rheinvorlandbrücke, die 2003 neugebaut wurde, und besteht bzw. bestand aus
- der „Pilzhochstraße“ bis etwa auf Höhe der Schützenstraße,
- der „Weißen Hochstraße“ bis über den zentralen Omnibus-Bahnhof (ZOB) und
- der „Hochstraße West“ mit der Pylonbrücke über den Hauptbahnhof.

Die Pilzhochstraße wurde bereits 1959 eröffnet, die restlichen Teile erst 1968. Zwischen Weißer Hochstraße und Hochstraße West war der „Südwestknoten“ ursprünglich als Verbindung zur damals über der Heinigstraße geplanten Hochstraße Nord geplant. Durch die Verlegung des Hauptbahnhofs wurden die Auf-/Abfahrten Richtung Westen weiter westlich in der Lorientallee bzw. Kaiser-Wilhelm-Straße gebaut. Zunächst war in der Heinigstraße weiterhin eine kreuzungsfreie Ausfädelung vorgesehen, was heute noch am Verlauf der Abfahrt aus Richtung Mannheim mit dem Bogen in Richtung der Brachfläche (auf der ab Ende 2020 das neue Polizeipräsidium entstehen soll) erahnbar ist.

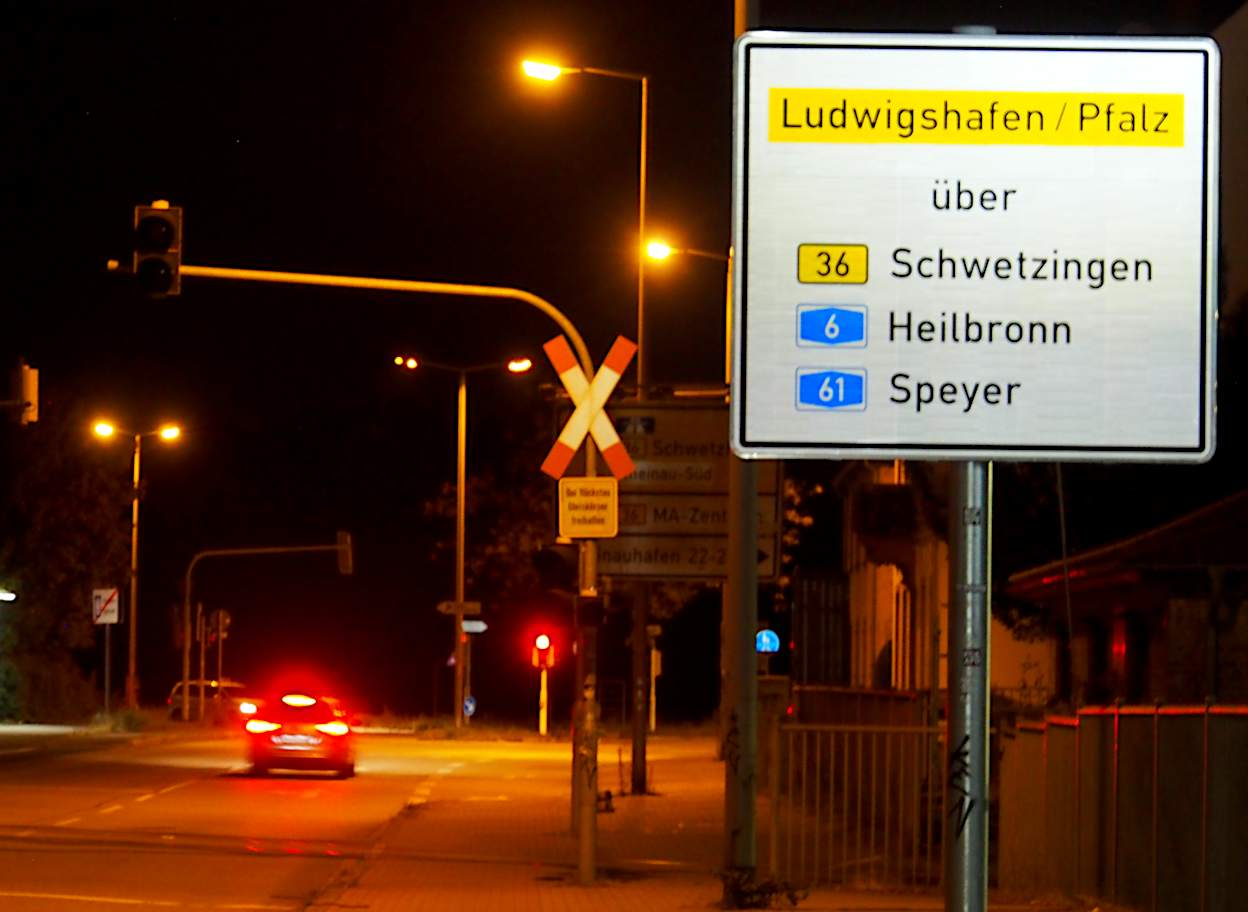
Die Unterbrechung macht weiträumige Umfahrungen nötig, hier von Rheinau her

Die rund 500 m lange Pilzhochstraße bestand aus 10 Teilbauwerken, die auf jeweils zwei oder drei „Pilze“ genannten Einzelstützen standen. Von 1985 bis 1988 fand eine Betoninstandsetzung an der Pilzhochstraße statt. Im Mai 2016 wurde Rost in der Stahlbetonkonstruktion entdeckt. Im Spätsommer 2017 wurden hier statische Defizite festgestellt, weswegen im Herbst 2017 dort ein Fahrverbot für Lastkraftwagen eingerichtet wurde, was zuletzt auf ein Verbot für mehrspurige Kraftfahrzeuge mit einer Masse von 3,5 t oder mehr und für Fahrzeuge mit einer Breite von mehr als 2,1 m ausgeweitet worden war. Am 22. August 2019 wurden bei den monatlichen Untersuchungen in Pilz 12 Risse festgestellt, die sich seit dem Vormonat auf bis zu 1,5 mm verbreitert hatten, woraufhin die Pilzhochstraße sowie die Flächen an der Dammstraße unterhalb des betroffenen Bereichs komplett gesperrt wurden. Bei Untersuchungen in den folgenden Wochen wurden weitere Rissveränderungen an den Pilzen 10, 11 und 13 festgestellt. Am 24. September hat der Gutachter erste Zwischenergebnisse mit Ingenieuren der Stadt erörtert und es wurde eine „Grenzbetrachtung um den tatsächlichen Lastabtrag unter Berücksichtigung des tatsächlichen Schadensausmaßes“ angekündigt. Am 22. November 2019 ergaben neue Berechnungen, dass nicht gesichert sei, ob die Brückenkonstruktion der Pilzhochstraße weiterhin ihr Eigengewicht tragen könne. Darauf wurde die Hochstraße sowie einige sie unterquerende Straßen komplett gesperrt. Am 9. Dezember folgte der Stadtrat dem Vorschlag der Verwaltung, die Pilzstraße sofort im Rahmen der Gefahrenabwehr abreißen zu lassen und durch einen Neubau zu ersetzen.
Nachdem die Pilzhochstraße mit Behelfsstützen aus Baumstämmen, Stahl und Beton versehen worden war, sowie weiteren vorbereitenden Arbeiten, wurde am 11. Juni 2020 mit dem Teilabriss begonnen, der am 26. September abgeschlossen werden konnte. Nach einmonatigen Nacharbeiten wurden die Straßenbahn-Oberleitungen wiederhergestellt und die Berliner Straße für die am 11. Dezember 2020 erfolgte Verkehrsfreigabe vorbereitet. Der Straßenbahnbetrieb unter der abgerissenen Hochstraße wurde bereits am 14. September wiederaufgenommen.
Die Maßnahmen zur Sanierung der Hochstraße Süd hätten gemäß den ursprünglichen Planungsvorgaben bereits vor Abriss der Hochstraße Nord umgesetzt sein sollen, dies war jedoch nicht machbar. Demnach hätte die Hochstraße Süd erst nach Abschluss der Arbeiten an der Hochstraße Nord saniert werden können, da sie hierfür als Umleitungsstrecke vorgesehen ist, also frühestens im Jahr 2027.

## Regional- und Fernverkehr

### Überregionales Autobahnnetz

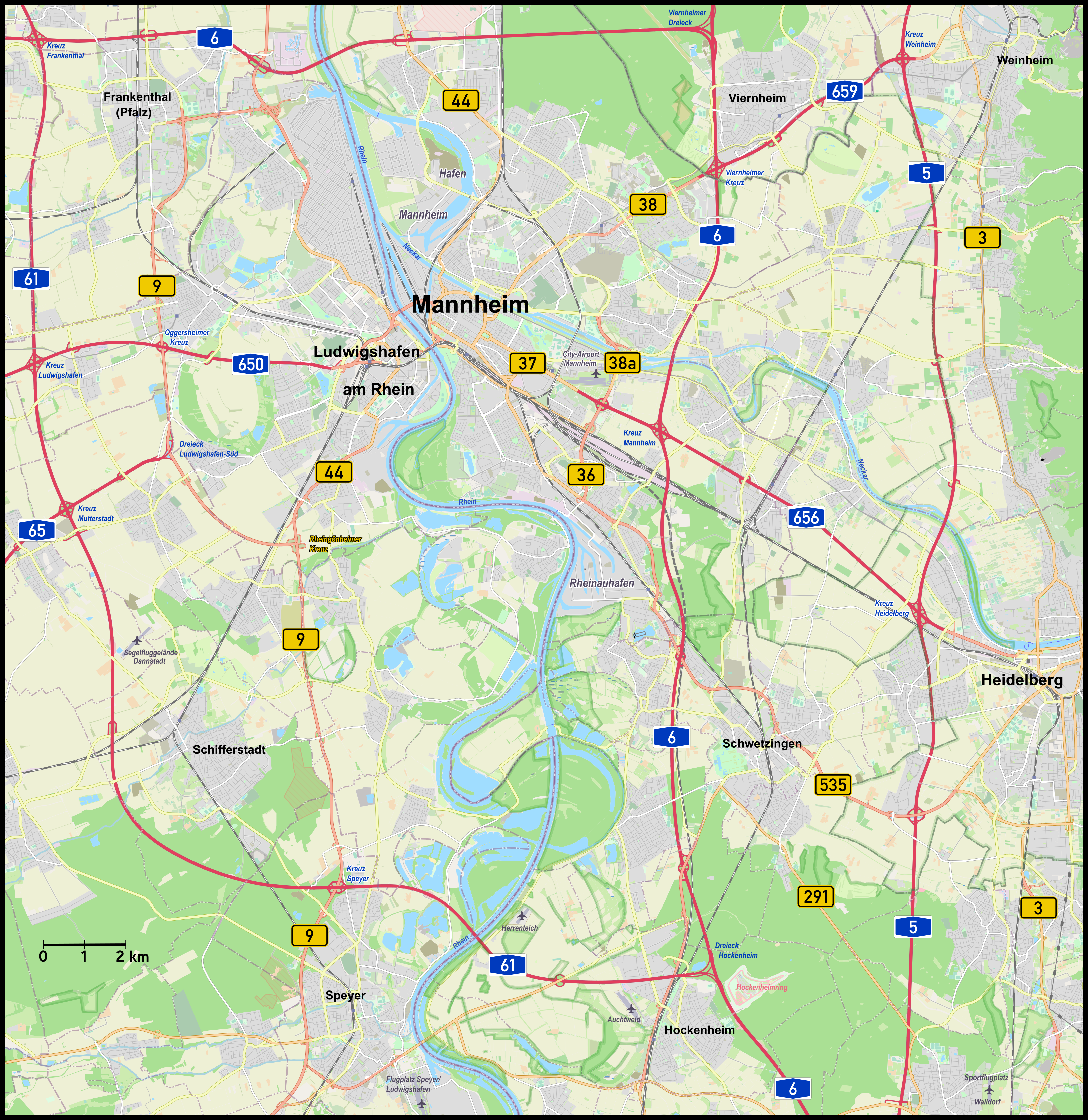
Hauptverkehrsstraßen (mindestens vierspurig) in und um Mannheim

Im Westen und Süden verläuft die linksrheinische A 61 (Köln – Koblenz – Ludwigshafen – Dreieck Hockenheim), im Norden und östlich Mannheims die A 6 (Saarbrücken – Mannheim – Heilbronn – Nürnberg). Gemeinsam mit der A 67 Richtung Frankfurt stellen sie überregionale Verbindungen in alle Richtungen her.

### Autobahnring Ludwigshafen-Mannheim
Die Autobahnen A 6 und A 61 umschließen Ludwigshafen im Norden und Westen. Im Süden und Osten eher stadtfern verlaufend bilden sie gemeinsam einen äußeren Autobahnring um Ludwigshafen und Mannheim.
Die Vollendung eines engeren Autobahnrings im Süden wurde bislang nicht verwirklicht. Eine Verbindung der B 9 bei Ludwigshafen-Rheingönheim über den Rhein hin zum Rhein-Neckar-Schnellweg (B 38a) scheitert an der unter Naturschutz stehenden Altrheinaue bei Altrip. Als Ausweg wurde ein langer Tunnel diskutiert, der jedoch momentan nicht finanzierbar ist.

### Verbindungen nach Ludwigshafen
Westtangente: Als stadtnahe Westtangente stellt die autobahnähnliche B 9 Richtung Norden Verbindungen zur A 6 (AS Ludwigshafen-Nord) und nach Worms her, Richtung Süden zur A 61 (AS Kreuz Speyer) und nach Speyer.
Stichautobahnen im Westen: Die beiden radial verlaufenden Stichautobahnen A 650 und A 65 binden das Ludwigshafener Stadtzentrum an die Autobahn A 61 an. Die A 65 verläuft von der B 9 im Süden Ludwigshafens in Richtung Südosten, sie kreuzt die A 61 im Kreuz Mutterstadt und führt weiter nach Neustadt und Landau. Die A 650 verläuft vom Ludwigshafener Stadtzentrum in Richtung Westen nach Bad Dürkheim, sie trifft auf die A 61 im Kreuz Ludwigshafen.
Im Osten / Mannheim: Aus dem Osten ist Ludwigshafen nur über das Mannheimer Stadtgebiet zu erreichen. Aus dem Nordosten führt der Weg über die B 38 nach Mannheim und weiter über die Kurt-Schumacher-Brücke ins Ludwigshafener Zentrum, aus dem Südosten über A 656 oder B 36 nach Mannheim und weiter über die Konrad-Adenauer-Brücke.

### Staugefährdete Bereiche
Im Autobahnnetz ist die vierspurige A 61 zwischen den Kreuzen Frankenthal und Mutterstadt insbesondere durch LKW stark belastet. Ein Ausbau ist im „Vorrangigen Bedarf“ des Bundesverkehrswegeplans.